# Michail Vasiljev
Michail Aleksandrovitsj Vasiljev (Russisch: Михаил Александрович Васильев) (Elektrogorsk, 3 juni 1962) is een Sovjet-Russisch ijshockeyer.
Vasiljev won tijdens de Olympische Winterspelen 1984 de gouden medaille met de Sovjetploeg.